# Albert Wilde

Albert Wilde

Karl Wilhelm Albert Wilde (* 2. Mai 1854 in Stralsund; † 16. Oktober 1919 in Elsterwerda) war Jurist, Bürgermeister von Elsterwerda und Mitglied des Deutschen Reichstags.

## Leben
Wilde besuchte das Sundische Gymnasium in Stralsund. Von 1872 bis 1875 war er Zivilsupernumerar beim Kreisgericht zu Stralsund. 1875/76 war er Einjährig-Freiwilliger beim 3. Pommerschen Infanterie-Regiment Nr. 14 und wurde mit Qualifikation zum Reserveoffizier entlassen.
Von 1876 bis 1879 Aktuar beim Kreisgericht zu Liebenwerda und von 1879 bis 1882 beim Amtsgericht Elsterwerda. Ab 1882 war er Bürgermeister und Amtsvorsteher in Elsterwerda, was er bis zu seinem Tode blieb. Weiter war er Mitglied des Kreistages, des Kreisausschusses und des Provinziallandtages. Auch war er Amtsanwalt, Standesbeamter und Vorsteher des Vorschußvereins zu Elsterwerda G.m.b.H.
Von 1907 bis 1912 war er Mitglied des Deutschen Reichstags für die Nationalliberale Partei aus dem Wahlkreis Regierungsbezirk Merseburg 1 Liebenwerda, Torgau.
In Elsterwerda gibt es eine Bürgermeister-Wilde-Straße, ab 1905 gab es einen Bürgermeister-Wilde-Brunnen und im Stadtpark gibt es eine Gedenkstätte an seinem Familiengrab.